# Walram IV van Meulan
Walram IV van Meulan, Beaumont, (1104-1166) was de oudste zoon van Robert I van Meulan en van Isabella van Vermandois. Hij volgde in 1118 zijn overleden vader op als graaf van Meulan.
Samen met zijn tweelingbroer Robert, werden zij na het overlijden van hun vader opgevoed aan het koninklijk hof van Hendrik I van Engeland. Zij begeleidden Hendrik I bij diverse opdrachten en hun zuster Isabelle werd de maîtresse van de koning. Tijdens de burgeroorlog na het overlijden van Hendrik I, kozen de broers Beaumont echter partij voor Steven, die het ten slotte haalde in de opvolgingsstrijd voor de Engelse kroon (zo vocht Walram mee in de slag bij Lincoln). In 1145 nam hij deel aan de desastreuze Tweede Kruistocht. Na het aantreden van Hendrik II van Engeland verloor Walram aan invloed en werd in 1153 zelfs gevangengenomen. Enkele maanden voor zijn dood in 1066 trok hij zich terug als monnik.
Robert van Torigni spreekt in zijn Kroniek over Walram als le seigneur le plus grand, le plus riche, le mieux allié de Normandie. Hij was voor zijn tijdgenoten een man die respect afdwong en geëerd werd. Geoffrey van Monmouth draagt zijn Geschiedenis van de Britse koningen op aan Walram. Willem van Malmesbury verhaalt dat de graaf van Meulan ook dichter was en in 1119 was paus Calixtus II verwonderd over de kennis van de dialectiek bij de tweelingbroers van Beaumont.
Walram toonde zich ook een belangrijk kloosterstichter. Hij stichtte cisterciënzersabdijen in Engeland (Bordesley in Worcestershire in 1139) en in Normandië (la Valasse rond 1150) en verder een priorij in Gournay-sur-Marne.
Walram was verloofd met Mathilde (-1140), dochter van Stefanus van Engeland, maar deze overleed op 6-jarige leeftijd. Hij huwde vervolgens Agnes (1123-1181), dochter van Amalrik III van Montfort, en werd bij haar de vader van:
- Robert II
- Isabella (-1220), in 1161 gehuwd met Godfried, heer van Mayenne en in 1170 met Maurits II, heer van Craon
- Amalrik, heer van Gournay-sur-Marne en van de Queue. gehuwd met Adela van Luzarches, weduwe van de graaf van Beaumont-sur-Oise
- Rogier, burgraaf van Evreux, gehuwd met Élisabeth van Aubergenville
- Walram, heer van Montfort
- Steven
- Hugo, heer van Blinchefeld
- Maria, gehuwd met Hugo Talbot, baron van Cleuville, heer van Hotot-sur-Mer
- Amicia, gehuwd met Hendrik, sire van Ferrières
- Duda, gehuwd met Willem van Mechelen.